# Edward Johnson III
Pour les articles homonymes, voir Edward Johnson (homonymie) et Johnson.
Edward Crosby Johnson III, dit Ned Johnson, né le 29 juin 1930 à Boston et mort le 23 mars 2022 à Wellington en Floride, est un investisseur et homme d'affaires milliardaire américain qui possède et dirige Fidelity Investments et Fidelity International.

## Biographie

### Éducation et carrière
Edward Crosby Johnson III est né le 29 juin 1930 à Boston au Massachusetts et grandit dans la banlieue de cette ville, Milton. Sa mère, Elsie, était une ménagère.
Johnson est diplômé du Harvard College en 1954. 
Après un passage dans l'armée américaine, il devient analyste de recherche chez Fidelity Investments en 1957, une société fondée par son père Edward C. Johnson II en 1949. 
Il devient ensuite le gestionnaire de portefeuille du Fidelity Trend Fund en 1960 et dirige le Fidelity Magellan Fund de 1963 à 1977. Il devient ensuite président de la société en 1972 et président-directeur général en 1977.
Dans une note du 21 novembre 2016 adressée aux employés de Fidelity, Edward Johnson III a annoncé qu'il prendrait sa retraite en décembre et céderait la présidence à sa fille Abigail.

### Fortune
Avec une fortune d'environ 8,4 milliards de dollars, Edward Johnson III est classé par Forbes comme la 57e personne la plus riche d'Amérique.

### Vie privée
Son épouse est Elizabeth B. « Lillie » Johnson, une fiduciaire du Musée des Beaux-Arts et du Musée de Winterthur. Ils résident à Boston. 
Sa fille Abigail Johnson a repris les fonctions de PDG de Fidelity Investments et Présidente de Fidelity International en 2014. 
Son autre fille est Elizabeth L. Johnson. 
Son fils, Edward Johnson IV, est président de Pembroke Real Estate, une entreprise familiale.

### Mort
Edward Johnson III meurt à Wellington en Floride le 23 mars 2022 à l'âge de 91 ans.